# Comuna Korobivka, Zolotonoșa
Korobivka (în ucraineană Коробівка) este o comună în raionul Zolotonoșa, regiunea Cerkasî, Ucraina, formată din satele Kedîna Hora, Komarivka și Korobivka (reședința).

## Demografie
Componența lingvistică a comunei Korobivka
     Ucraineană (94,65%)
     Rusă (5,28%)
     Alte limbi (0,07%)
Conform recensământului din 2001, majoritatea populației comunei Korobivka era vorbitoare de ucraineană (94,65%), existând în minoritate și vorbitori de rusă (5,28%).